# Tura Satana
Pour le groupe de metal homonyme, voir Tura Satana (groupe).
Pour les articles homonymes, voir Satana.
Tura Satana, de son vrai nom Tura Yamaguchi (née le 10 juillet 1938 à Hokkaidō au Japon, et décédée le 4 février 2011 à Reno, dans le Nevada, aux États-Unis) est une actrice et ancienne gogo danseuse américaine. Elle est surtout connue pour son rôle de Varla dans le film Faster, Pussycat! Kill! Kill! de Russ Meyer.

## Biographie
Tura Yamaguchi est née à Hokkaidō, au Japon. Le père de Tura était un acteur de films muets, d'origine japonaise et philippine, et sa mère, une artiste de cirque d'ascendance amérindienne et irlandaise-écossaise. Après la Seconde Guerre mondiale, la famille s'installe à Chicago. Tura a une poitrine développée dès son plus jeune âge. Bien qu'elle ait été une excellente élève, elle est constamment brimée à cause de ses traits asiatiques prononcés. Un jour, de retour de l'école, et alors âgée de 9 ans, elle est violée par 5 hommes. Ils n'ont jamais été jugés et la rumeur dit que le juge avait été payé. C'est cet événement qui la pousse à s'initier aux arts martiaux, en particulier le karaté et l'aïkido. Elle poursuit pendant 15 ans ses violeurs pour assouvir sa vengeance. Elle dit même « Je me suis juré qu'un jour, je me vengerais. Ils ne se sont pas rendu compte qui j'étais jusqu'à ce que je leur remémore. »
Lors de son adolescence, Tura devient à son école le chef d'un gang de jeunes filles. Dans une interview au Psychotronic Magazine, elle raconte : « On avait des blousons en cuir de motards, des jeans et des bottes pour foutre des coups de pieds au cul ». À 13 ans, elle se marie à Hernando dans le Mississippi, avec un jeune homme de 17 ans, mariage arrangé par les parents des deux jeunes gens. Elle part à Los Angeles à l'âge de 15 ans, avec une fausse carte d'identité, pour travailler comme chanteuse et danseuse burlesque, et passe de ville en ville, travaille avec Rose Le Rose, Maxine Martin, The Skyscraper Girl, Tempest Storm, Candy Barr and Stunning Smith the Purple Lady.
Tura joue ensuite dans des films muets et fait des photos pour Harold Lloyd qui essaye de la convaincre de faire carrière dans le spectacle. À 19 ans Tura est enceinte mais danse durant les huit premiers mois de sa grossesse, avec un salaire avoisinant les $ 1500 par semaine. À cette époque, elle est très intime avec Rod Taylor, Billy Wilder et Elvis Presley. Elle déclare au « Psychotronic Magazine » : « J'ai rencontré Elvis quand je travaillais en Louisiane, il était venu à La Nouvelle-Orléans pour le Mardi gras. C'était un jeune chanteur et il apprécia mon numéro, ou plutôt mes girations, alors je lui ai appris comment faire. Nous sommes sortis ensemble six ou sept mois, mais après il a repris la route et moi aussi ».
Elle décède à 72 ans, le 4 février 2011.

### Carrière d'actrice
Elle fait ses premières apparitions, en tant qu'actrice, à la télévision : Hawaiian Eye, The Man From U.N.C.L.E, The Girl From U.N.C.L.E, The Greatest Show on Earth avec Jack Palance, Burkes Law et d'autres. Elle apparaît aussi dans quelques films comme Who's Been Sleeping in My Bed ? où elle joue le rôle d'une danseuse aux côtés de Dean Martin et Elizabeth Montgomery. La même année, elle joue un petit rôle de prostituée parisienne dans le film de Billy Wilder Irma la Douce avec Jack Lemmon et Shirley MacLaine.
Après son rôle dans le film de Russ Meyer, elle travaille avec Ted V. Mikels dans The Astro-Zombies (1968), Superflics en jupons (1974) et Mark of the Astro-Zombies (2002). Elle joue son propre rôle dans des documentaires et shows télévisés, notamment The Incredibly Strange Film Show (1988), Strip de velours (2005) et Sugar Boxx (2007).
Le rôle le plus important de Tura Satana reste celui de Varla dans Faster, Pussycat! Kill! Kill!, une femme très érotique et agressive, pour lequel elle a joué toutes les cascades et scènes de combat. Le film devient culte et la critique l'encense encore aujourd'hui. Richard Corliss déclarait que sa prestation était « des plus honnêtes, certainement la plus honnête dans les idées de Meyer, et de surcroît la plus travaillée. » Dans le livre Incredibly Strange Films, le critique Jim Morton écrit de Tura « à la fin du film, elle est surnaturelle ». Nommé au départ The Leather Girls (Les Filles en cuir), ce film est une ode à la violence féminine, basée sur un concept créé de toutes pièces par Russ Meyer et Jack Moran. Les deux tombèrent à l'audition sur Tura qui fut « complètement Varla ». Le film fut tourné dans le désert aux environs de Los Angeles, par une température la journée de plus de 40 °C et des nuits glaciales.

## Filmographie

### Cinéma
- 1963 : Irma la Douce : Suzette Wong
- 1965 : Faster, Pussycat! Kill! Kill! : Varla
- 1966 : Our man Flint : Dancer
- 1968 : The Astro-Zombies : Satana
- 1973 : Superflics en jupons (The Doll Squad) : Lavelle Sumara
- 2002 : Mark of the Astro-Zombies : Malvira Satana
- 2009 : Sugar Boxx : juge #1
- 2009 : The Haunted World of El Superbeasto : Varla (Voix)
- 2010 : Astro-Zombies: M3 - Cloned : Malvina

### Télévision
- 1964 : L'Homme à la Rolls (Burke's Law) (Série TV) : Pétale de pêche
- 1964 : Des agents très spéciaux (The Man from U.N.C.L.E.) (Série TV) : Tomo
- 1967 : Annie, agent très spécial (The Girl from U.N.C.L.E.) (Série TV) : Rabbit, leader de la garde élite Toulouse